# Дзаккироли, Стефано
Стефано Закироли (англ. Stefano Zacchiroli; род. 16 июля 1979 года) — с апреля 2010 по апрель 2013 лидер проекта Debian, сменивший Стива Макинтайра и избранный 3 раза подряд. В 2013 году лидером проекта стал Лукас Нуссбаум.

## Биография
Родился в 1979 году, проживает во Франции.
Закироли получил докторскую степень в области компьютерных наук в 2007 году в Болонском университете и перевёлся в Парижском Университете им. Дени Дидро для его последующей исследовательской работы.
В данном университете работает преподавателем, имеет звание «Maître de conférences» (аналог доцента).
Также принимает участие в работе «Центра инноваций и исследований для свободного программного обеспечения» (фр. Initiative pour la Recherche et l'Innovation sur le Logiciel Libre, сокращённо IRILL), сайт центра: www.irill.org

## Участие в Debian
Закироли стал разработчиком операционной системы Debian в 2001 году. После посещения LinuxTag в 2004 году он стал более активно участвовать в сообществе Debian и самом проекте.
С технической точки зрения Закироли принимает участие, в основном, в интеграции языка OCaml, а также в команде обеспечения качества.
В апреле 2011 года был переизбран в качестве руководителя проекта, не встретив сопротивления.. В 2012 году был переизбран в очередной раз, став первым лидером, сохранявшим этот пост в течение трёх сроков.